# Агеев, Леонид Николаевич
Леони́д Никола́евич Аге́ев (24 февраля 1921 — 15 ноября 2005) — штурман отряда 7-го авиационного полка 53-й авиационной дивизии авиации дальнего действия (АДД), Герой Советского Союза (25.03.1943).

## Биография
Родился 24 февраля 1921 года в селе Баштанка, ныне посёлок городского типа Баштанского района Николаевской области Украины в семье рабочего. Русский.
Окончил среднюю школу.
В Красной Армии с 1939 года.
В 1940 году окончил Краснодарское военно-авиационное училище.
Участник Великой Отечественной войны с июня 1941 года. Член ВКП(б)/КПСС с 1942 года.
Штурман отряда 7-го авиационного полка (53-я авиационная дивизия дальнего действия) старший лейтенант Леонид Агеев к началу 1943 года совершил 219 боевых вылетов на бомбардировку военных объектов в тылу противника, его живой силы и техники.
Указом Президиума Верховного Совета СССР «О присвоении звания Героя Советского Союза начальствующему составу авиации дальнего действия Красной Армии» от 25 марта 1943 года за «образцовое выполнение боевых заданий командования и проявленные при этом отвагу и геройство» удостоен звания Героя Советского Союза с вручением ордена Ленина и медали «Золотая Звезда» (№ 832).
В ночь на 16 мая 1943 года при возвращении после выполнения бомбометания по железнодорожной станции Снежецкая ТБ-3 Н. А. Бобина был атакован истребителями противника. В воздушном бою командир был смертельно ранен. Подбитый ТБ-3 на аэродром совместными усилиями привели второй пилот Ю. Волков и штурман Л. Н. Агеев.
К ноябрю 1943 года старший лейтенант Леонид Агеев совершил 222 успешных боевых вылета (из них 185 — на ТБ-3).
Как опытный штурман был откомандирован на учёбу в монинскую Военно-воздушную академию (в то время она находилась в эвакуации в Оренбурге), где проучился до мая 1944 года. Но из-за болезни учёбу пришлось прервать, и Леонида Агеева направили в распоряжение Главного штурмана АДД.
Для восстановления навыков штаб АДД командировал Леонида Агеева в лётный центр по усовершенствованию штурманского состава, где он остался в качестве инструктора: сначала — по навигации, затем — по бомбометанию, позже — по радиолокации. Инструктором в ЛЦ Л. Н. Агеев пробыл до ноября 1950 года.
С начала 1951 года Леонид Агеев одним из первых участвовал в освоении экипажами Ту-4 бассейна Арктики.
После полярной экспедиции Леонида Агеева перевели на должность старшего штурмана-инспектора Дальней авиации. На этой должности он, с небольшим перерывом, работал с 1951 года по 1962 год. Будучи в лётном центре и на должности штурмана-инспектора, занимался переучиванием лётного состава на новые виды боевой техники и новые виды боевого применения.
С 1963 года полковник Л. Н. Агеев — в запасе, а с 1981 года — в отставке. Работал на авиаремонтном заводе в гарнизоне Остафьево, начав работать учеником, закончил старшим мастером ОТК приборного цеха.
С 1969 года по 1986 год работал в должности начальника штурманской службы ЛИС КБ Камова.
Жил в городе Люберцы Московской области. Скончался 15 ноября 2005 года после выступления в люберецкой школе № 20.

## Награды и звания
- Медаль «Золотая Звезда» Героя Советского Союза
- Орден Ленина
- Орден Красного Знамени
- Орден Отечественной войны I степени
- Четыре ордена Красной Звезды
- Медали

- Почётный гражданин города Люберцы Московской области.

## Память
- Почетный гражданин города Люберцы Московской области.
- Мемориальная доска на доме № 12 по улице Московской в Люберцах, где Л. Н. Агеев проживал с 1987 по 2005 годы.